# Astrocitopatia GFAP autoimmune
L'astrocitopatia GFAP autoimmunitària és una malaltia autoimmunitària en què el sistema immunitari dels pacients ataca una proteïna del sistema nerviós anomenada proteïna acídica glial fibrilària (GFAP). Va ser descrita per primera vegada l'any 2016 per investigadors de la Clínica Mayo dels Estats Units.
La GFAP és una proteïna de filament intermedi que és expressada de forma nombrosa en el sistema nerviós central (CNS), incloent-hi els astròcits. La destrucció d'astròcits pot dur al desenvolupament d'una cicatriu glial.
Hi ha múltiples trastorns associats a un control inadequat de GFAP, i la cicatrització de la glia és una conseqüència de diverses condicions neurodegeneratives. La cicatriu és formada pels astròcits que interaccionen amb teixit fibrós per a restablir els marges de la glia al voltant del nucli de la lesió central i és parcialment causat pel creixement excessiu de GFAP.

## Signes i símptomes
Els símptomes que es mostren són: mielitis (68.4%), mal de cap (63.2%), visió anormal (63.2%), febre (52.6%), atàxia (36.8%), psicosi (31.6%), disquinesia (15.8%), demència (15.8%) i atac epilèptic (10.5%).
En una imatge de ressonància magnètica, els pacients mostren uns patrons laminars i de radi destacats. En un informe primerenc, la majoria de pacients van tenir anormalitats de cervell (89.5%), dels quals vuit (42.1%) van revelar el característic radial realçant i laminar patrons. Les anormalitats corticals es van trobar en una cinquena part dels pacients (21.1%). Altres anormalitats van ser trobades en l'hipotàlem, el cervell mitjà, el pons, la medulla cerebellum, les meninges, i el crani. Onze pacients tenien lesions longitudinals en la medul·la espinal. Tots els pacients tenien anormalitats en el líquid encefalorraquidi.

## Curs clínic
L'autoimmunitat contra el GFAP comprèn un espectre de presentacions de meningoencefalomielitis. Concretament, alguns cursos poden ser descrits com una meningoencefalomielitis recurrent autoimmunitària. La seropositivitat distingeix l'astrocitopatia GFAP autoimmunitària dels trastorns generalment considerats en la diagnosi diferencial.
Les presentacions clíniques inclouen: meningoenceflomielitis, encefalitis, trastorns del moviment (coreaetosis o mioclonus), epilèpsia resistent als fàrmacs, atàxia cerebel·lar, mielitis, neuritis òptica. Alguns cursos clínics podien coincidir amb casos clínics de neuromielitis òptica casos clínics.

## Causes
La raó de l'aparició dels anti-autoanticossos de GFAP és encara desconeguda. Hi ha la possibilitat que el GFAP no siga un patogen, sinó un biomarcador inespecífic de diverses inflamacions del SNC heterogènies. Segons aquesta hipòtesi, l'anticòs de GFAP mateix no indueix canvis patològics; és només un marcador pel procés d'inflamació immune.

## Diagnosi
Actualment, és diagnosticat per la presència d'auto-anticossos de GFAP en el SNC. Es recomana la detecció de GFAP-IgG en el líquid encefalorraquidi per immunofluorescència i la seua confirmació per GFAPα-CBA.

## Tractament
Els esteroides i el tractament immunosupressiu acostuma a ser efectiu en la major part dels casos.